# Schabbat-Lift

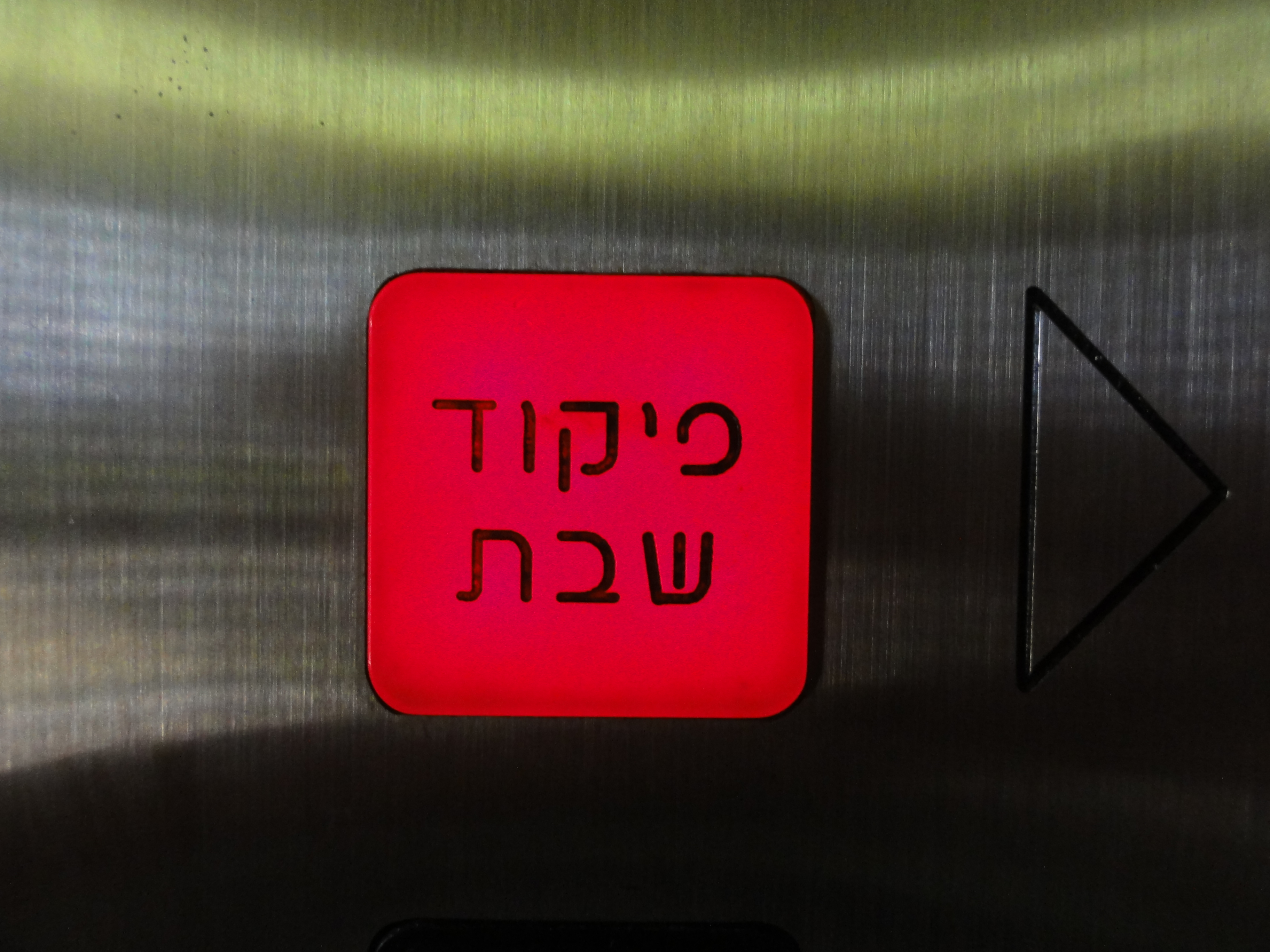
Lampe eines Schabbat-Fahrstuhls (פיקוד שבת)

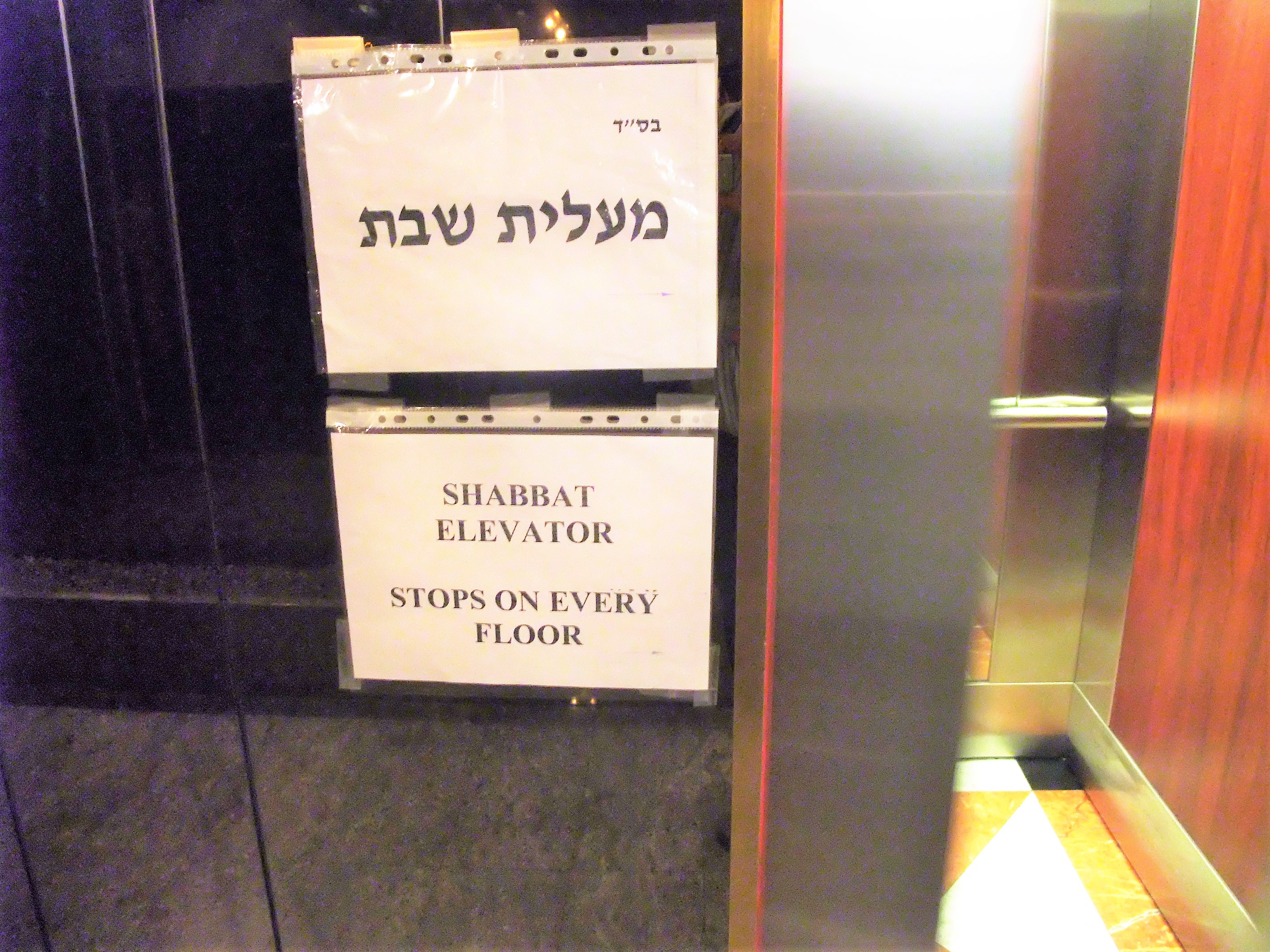
Hinweisschild an einem Shabbat Elevator in Haifa, Israel

Ein Schabbat-Lift (eingedeutscht auch Sabbat-Lift) oder Schabbat-Fahrstuhl ist eine eigens konfigurierte Aufzuganlage, die von Juden nach bestimmten Auslegungen der 39 Melachot, des jüdischen Rechts am Schabbat, ohne Betätigung elektrischer Schalter oder Türen benutzt werden kann.

## Beschreibung
Am Schabbat ist es nach der Halacha den Juden verboten, bestimmte Tätigkeiten oder Arbeiten auszuführen, unter anderem Feuer zu entzünden. In neuerer Zeit wurde dieses Verbot nach gängiger Interpretation auf die Benutzung elektrischer Geräte übertragen, darunter auch elektrisch betriebene und gesteuerte Aufzuganlagen. Ein Schabbat-Lift erlaubt eine Umgehung dieses strengen Verbots, indem der Aufzug so konfiguriert wird, dass er ohne Betätigung  elektrischer Schalter oder Tasten benutzt werden kann.
Normalerweise bleibt ein Aufzug, wenn kein Beförderungswunsch besteht, in einem Stockwerk stehen und wartet auf eine Anforderung zur Beförderung. Diese wird üblicherweise durch elektrische Tasten in den Stockwerken und im Aufzugsinneren signalisiert. Im Schabbat-Modus fährt der Aufzug ohne Unterbrechung und unabhängig von Beförderungswünschen im Aufzugschacht auf und ab und bleibt bei der Aufwärts- und Abwärtsfahrt in jedem Stockwerk stehen, öffnet und schließt die Türen und fährt anschließend zum nächsten Stockwerk. Durch diese Steuerung ist es möglich, wenn auch mit größerem zeitlichen Aufwand verbunden, eine Aufzugsfahrt ohne Betätigung elektrischer Tasten durchzuführen.
Die Aufzugsanlage wird dazu über eine Zeitsteuerung beeinflusst, die zu Beginn des Schabbats am Freitagabend den sogenannten Schabbat-Modus aktiviert und am Ende des Schabbats, üblicherweise 25 Stunden später, wieder deaktiviert. Alternativ gibt es Aufzugsanlagen, die zu Beginn des Schabbats von einem Hausmeister manuell in den Schabbat-Modus geschaltet werden, beispielsweise mit einem eigenen Schlüsselschalter.

## Verbreitung
Schabbat-Lifte gibt es überall dort, wo größere orthodoxe jüdische Gemeinschaften leben, unter anderem in Israel, den Vereinigten Staaten, in geringerer Anzahl in Kanada und Australien und in weiteren Ländern. Üblicherweise sind Aufzugsanlagen mit Schabbat-Modus in größeren Hotels und Wohnhausanlagen anzutreffen, in Israel auch in Krankenhäusern und in manchen größeren Synagogen. In Deutschland ist beispielsweise im Neubau der Potsdamer Stadtsynagoge ein Schabbataufzug zu finden.
In der Knesset wurde im Jahr 2001 im Rahmen des Baurechts ein eigenes Gesetz, das Shabbat elevator law, verabschiedet, das in größeren Gebäuden mit mehr als einer Aufzugsanlage vorschreibt, dass mindestens ein Aufzug als Schabbat-Lift ausgeführt sein muss. Anderseits ist die Benutzung von Schabbat-Fahrstühlen selbst unter manchen Ultraorthodoxen umstritten und wird trotz der besonderen Schaltung als eine Umgehung des Haltens der jüdischen Gebote am Schabbat verstanden. So wurde im Jahr 2009 von dem Rabbiner Joseph Schalom Elyashiv eine religiöse Unterlassungserklärung veröffentlicht, welche die Benutzung von elektrisch betriebenen Schabbat-Aufzugen für Gläubige verbietet.
Ein weiterer kritischer Punkt bei Schabbat-Liften ist der durch den Dauerbetrieb über 25 Stunden bedingte hohe Energieverbrauch, da die Aufzugskabine mit einer Leistung von rund 5 kW bis 15 kW bei größeren Hotelanlagen pausenlos von einem Stockwerk zum nächsten gefahren wird, auch wenn sie nicht benutzt wird. Im Übrigen ist durch den ein Mal pro Woche stattfindenden 25-stündigen Dauerbetrieb von einem höheren Verschleiß der Technik auszugehen als bei einem gewöhnlichen Aufzug.